# Labeo yunnanensis
Labeo yunnanensis är en fiskart som beskrevs av Chaudhuri, 1911. Labeo yunnanensis ingår i släktet Labeo och familjen karpfiskar. Inga underarter finns listade i Catalogue of Life.